# Unión por la República (Burkina Faso)
La Unión por la República (UPR); es una colectividad política de Burkina Faso, fundado en las ideas republicanas. Dirigido desde 2010 por el diputado Amadou Traore.
En las elecciones legislativas de 2007 lograron 5 parlamentarios, mientras que en la siguiente elección (2012) quedaron representados solo por 4 legisladores.